# Русомано (Катанцаро)
Русомано је насеље у Италији у округу Катанцаро, региону Калабрија.
Према процени из 2011. у насељу је живело 233 становника. Насеље се налази на надморској висини од 37 м.